# Club Atlético Defensores de Almagro
Club Atlético Defensores de Almagro (Conocido por sus siglas como CADA) es un club social argentino del barrio de Almagro. La institución fue muy reconocida en otra épocas por ser un equipo de fútbol argentino, inclusive consiguió ganar el torneo de Primera D del año 1970.

## Historia
Debido a la gran popularidad que tenía el fútbol entre sus miembros, en 1959 el club se afilió a la AFA para jugar la Primera D, en esa época llamada Tercera de Ascenso.
A partir de la temporada 1960 el club comenzó a hacer de local en su propio estadio. El mismo estaba ubicado en la intersección de las calles Mitre y Ocampo, en la ciudad de San Martín.
En el torneo de 1970, Defensores de Almagro obtiene el título de la Primera D, bajo el nombre de "Primera de Aficionados", luego de finalizar primero en la Zona Sur con 32 puntos. El equipo ganó 15 partidos, empató uno y perdió un solo encuentro. En el octogonal final Defensores terminó con 21 puntos producto de 9 victorias, 3 empates y 2 derrotas, obteniendo de esta manera su único título y un lugar en la Primera C.
El equipo fue entrenado por Daniel Kreyness, que sólo tenía 27 años en ese momento. Defensores se convirtió en campeón tras derrotar al Club Central Argentino 2-1 en el estadio de General Lamadrid. Uno de los momentos más notables de la campaña fue el partido contra el Club Atlético Acassuso, que Defensores ganó 5-4 después de terminar 0-4 en la primera mitad.
En 1971 Defensores de Almagro jugó en Primera C, donde el equipo no hizo un buen desempeño y descendió nuevamente a Primera D. Disputó diez temporadas más en la última divisional del fútbol argentino sin poder volver a conseguir el ascenso de categoría.
Finalmente, luego del torneo de 1981 el club se desafilió de la AFA y no volvió a jugar un torneo profesional. Hoy en día la institución se centra en el fútbol de niños y jóvenes.

## Títulos
- Primera D: 1

1970

## Uniforme
Defensores de Almagro utilizaba una camiseta azul, aunque algunas fuentes aseguran que la remera era a rayas azul claro, blanco y negro como los colores del club, debido a una confusión con el Club Almagro, el equipo del Partido de Tres de Febrero , quien no está relacionado con Defensores.

## Datos del club

### Temporadas
- Temporadas en Tercera División: 1
  - en Primera C: 1 (1971)

- Temporadas en Cuarta División: 22
  - en Tercera División: 3 (1959-1961)
  - en División Superior de Fútbol Aficionado: 11 (1962-1970, 1972-1973)
  - en Primera D: 8 (1974-1981)